# Lista över matchresultat i Elitserien i ishockey 2000/2001
Lista över matchresultat i grundserien av Elitserien i ishockey 2000/2001. Ligan inleddes den 20 september 2000 och avslutades 24 februari 2001.
| Nr | Lag                 | S  | V  | O  | F  | ÖV | ÖF | GM  | IM  | MS  | P   |
| -- | ------------------- | -- | -- | -- | -- | -- | -- | --- | --- | --- | --- |
| 1  | Djurgårdens IF (RM) | 50 | 30 | 9  | 11 | 4  | 5  | 164 | 116 | +48 | 103 |
| 2  | Färjestads BK       | 50 | 27 | 8  | 15 | 4  | 4  | 198 | 157 | +41 | 93  |
| 3  | Brynäs IF           | 50 | 23 | 13 | 14 | 5  | 8  | 167 | 146 | +21 | 87  |
| 4  | Modo HK             | 50 | 18 | 16 | 16 | 9  | 7  | 133 | 139 | −6  | 79  |
| 5  | Malmö IF            | 50 | 19 | 14 | 17 | 7  | 7  | 156 | 134 | +22 | 78  |
| 6  | Luleå HF            | 50 | 21 | 8  | 21 | 5  | 3  | 146 | 147 | −1  | 76  |
| 7  | AIK                 | 50 | 18 | 11 | 21 | 8  | 3  | 142 | 142 | 0   | 73  |
| 8  | Västra Frölunda HC  | 50 | 21 | 7  | 22 | 2  | 5  | 155 | 139 | +16 | 72  |
| 9  | Timrå IK            | 50 | 16 | 13 | 21 | 6  | 7  | 136 | 156 | −20 | 67  |
| 10 | HV71                | 50 | 17 | 10 | 23 | 5  | 5  | 147 | 149 | −2  | 66  |
| 11 | Leksands IF         | 50 | 16 | 6  | 28 | 3  | 3  | 135 | 178 | −43 | 57  |
| 12 | IF Björklöven       | 50 | 12 | 9  | 29 | 4  | 5  | 116 | 192 | −76 | 49  |

Tabelldata är hämtade från Årets Ishockey.

## Matcher
| Denna tabell: visa • redigera |

| Datum Match Resultat Publik Spelplan Omgång 1 - 20 september 2000 Timrå IK-Djurgårdens IF 3-2 (2-0, 0-1, 0-1, 1-0) 5182 Timrå Isstadion - 20 september 2000 AIK-Modo Hockey 3-1 (1-1, 2-0, 0-0) 4173 Globen - 21 september 2000 Luleå HF-IF Björklöven 5-2 (1-0, 3-1, 1-1) 4958 Delfinen - 21 september 2000 Leksands IF-HV 71 3-2 (0-1, 2-0, 1-1) 3891 Leksands Isstadion - 21 september 2000 Malmö IF-Färjestads BK 3-2 (1-1, 1-1, 0-0, 1-0) 5267 Malmö Isstadion - 21 september 2000 Västra Frölunda HC-Brynäs IF 2-4 (1-1, 1-2, 0-1) 8674 Scandinavium Omgång 2 - 23 september 2000 Brynäs IF-Timrå IK 5-0 (1-0, 3-0, 1-0) 5607 Gavlerinken - 24 september 2000 Djurgårdens IF-Malmö IF 3-2 (1-2, 0-0, 1-0, 0-0, 1-0) 4117 Globen - 24 september 2000 Färjestads BK-AIK 4-0 (2-0, 1-0, 1-0) 3563 Färjestads Ishall - 24 september 2000 Modo Hockey-Leksands IF 1-6 (1-3, 0-3, 0-0) 2950 Kempehallen - 24 september 2000 IF Björklöven-Västra Frölunda HC 1-4 (0-2, 0-0, 1-2) 3837 Umeå ishall - 26 september 2000 HV 71-Luleå HF 4-1 (2-1, 0-0, 2-0) 6238 Kinnarps Arena Omgång 3 - 28 september 2000 Luleå HF-Modo Hockey 2-3 (1-2, 1-0, 0-0, 0-1) 4213 Delfinen - 28 september 2000 Leksands IF-Färjestads BK 2-3 (0-2, 1-1, 1-0) 4025 Leksands Isstadion - 28 september 2000 AIK-Djurgårdens IF 2-1 (0-0, 0-1, 1-0, 1-0) 7388 Globen - 28 september 2000 Malmö IF-Brynäs IF 1-2 (1-0, 0-1, 0-1) 5337 Malmö Isstadion - 28 september 2000 Timrå IK-Västra Frölunda HC 5-2 (3-1, 0-1, 2-0) 4112 Timrå Isstadion - 28 september 2000 HV 71-IF Björklöven 5-3 (1-0, 3-2, 1-1) 5054 Kinnarps Arena Omgång 4 - 30 september 2000 Brynäs IF-AIK 2-3 (0-1, 1-0, 1-1, 0-0, 0-1) 4103 Gavlerinken - 1 oktober 2000 Västra Frölunda HC-Malmö IF 2-4 (0-1, 1-2, 1-1) 5027 Scandinavium - 1 oktober 2000 Djurgårdens IF-Leksands IF 5-1 (1-0, 2-1, 2-0) 6324 Globen - 1 oktober 2000 Färjestads BK-Luleå HF 3-2 (0-0, 1-1, 2-1) 3624 Färjestads Ishall - 1 oktober 2000 Modo Hockey-HV 71 2-3 (1-1, 0-1, 1-0, 0-0, 0-1) 3044 Kempehallen - 1 oktober 2000 IF Björklöven-Timrå IK 3-2 (1-1, 0-0, 1-1, 0-0, 1-0) 3958 Umeå ishall Omgång 5 - 3 oktober 2000 Luleå HF-Djurgårdens IF 3-0 (1-0, 1-0, 1-0) 4329 Delfinen - 3 oktober 2000 Leksands IF-Brynäs IF 2-3 (1-0, 1-2, 0-0, 0-1) 5136 Leksands Isstadion - 3 oktober 2000 AIK-Västra Frölunda HC 4-1 (0-0, 2-1, 2-0) 3127 Globen - 3 oktober 2000 Malmö IF-Timrå IK 6-5 (4-2, 1-0, 0-3, 0-0, 1-0) 4447 Malmö Isstadion - 3 oktober 2000 Modo Hockey-IF Björklöven 2-1 (1-0, 1-1, 0-0) 3322 Kempehallen - 3 oktober 2000 HV 71-Färjestads BK 3-2 (2-1, 0-1, 0-0, 0-0, 1-0) 6238 Kinnarps Arena Omgång 6 - 5 oktober 2000 Timrå IK-AIK 4-3 (1-1, 1-1, 1-1, 1-0) 4330 Timrå Isstadion - 5 oktober 2000 Västra Frölunda HC-Leksands IF 6-3 (1-1, 1-2, 4-0) 5741 Scandinavium - 5 oktober 2000 Brynäs IF-Luleå HF 3-4 (0-0, 1-3, 2-1) 4222 Gavlerinken - 5 oktober 2000 Djurgårdens IF-HV 71 4-1 (1-1, 1-0, 2-0) 4525 Globen - 5 oktober 2000 Färjestads BK-Modo Hockey 5-2 (1-2, 4-0, 0-0) 3611 Färjestads Ishall - 5 oktober 2000 IF Björklöven-Malmö IF 1-4 (1-1, 0-2, 0-1) 2727 Umeå ishall Omgång 7 - 7 oktober 2000 Luleå HF-Västra Frölunda HC 1-2 (0-0, 1-2, 0-0) 4007 Delfinen - 7 oktober 2000 Leksands IF-Timrå IK 2-5 (1-3, 1-0, 0-2) 3639 Leksands Isstadion - 7 oktober 2000 Färjestads BK-IF Björklöven 7-4 (3-2, 3-1, 1-1) 3246 Färjestads Ishall - 7 oktober 2000 Modo Hockey-Djurgårdens IF 2-1 (0-0, 1-0, 0-1, 0-0, 1-0) 2965 Kempehallen - 7 oktober 2000 HV 71-Brynäs IF 3-1 (1-0, 0-1, 2-0) 6199 Kinnarps Arena - 8 oktober 2000 AIK-Malmö IF 2-1 (0-1, 1-0, 1-0) 3428 Globen Omgång 8 - 10 oktober 2000 Malmö IF-Leksands IF 5-6 (0-2, 2-0, 3-4) 4819 Malmö Isstadion - 10 oktober 2000 Timrå IK-Luleå HF 1-3 (1-2, 0-0, 0-1) 5323 Timrå Isstadion - 10 oktober 2000 Brynäs IF-Modo Hockey 4-1 (3-0, 0-1, 1-0) 3824 Gavlerinken - 10 oktober 2000 Djurgårdens IF-Färjestads BK 5-3 (2-1, 1-1, 2-1) 6932 Globen - 10 oktober 2000 IF Björklöven-AIK 0-4 (0-2, 0-1, 0-1) 3579 Umeå ishall - 12 december 2000 Västra Frölunda HC-HV 71 5-4 (1-1, 1-1, 3-2) 6537 Scandinavium Omgång 9 - 26 september 2000 Västra Frölunda HC-Djurgårdens IF 3-4 (1-2, 1-0, 1-1, 0-0, 0-1) 5314 Scandinavium - 12 oktober 2000 Luleå HF-Leksands IF 7-4 (0-0, 6-2, 1-2) 3970 Delfinen - 12 oktober 2000 Brynäs IF-IF Björklöven 4-3 (1-2, 0-0, 2-1, 0-0, 1-0) 4346 Gavlerinken - 12 oktober 2000 Färjestads BK-Timrå IK 3-4 (1-0, 0-2, 2-2) 3485 Färjestads Ishall - 12 oktober 2000 Modo Hockey-Malmö IF 2-3 (1-0, 0-1, 1-1, 0-0, 0-1) 2425 Kempehallen - 12 oktober 2000 AIK-HV 71 5-4 (2-0, 1-3, 2-1) 4237 Globen Omgång 10 - 14 oktober 2000 Luleå HF-Malmö IF 4-1 (1-1, 2-0, 1-0) 4221 Delfinen - 14 oktober 2000 Leksands IF-AIK 4-3 (2-1, 0-1, 1-1, 0-0, 1-0) 4210 Leksands Isstadion - 14 oktober 2000 Djurgårdens IF-IF Björklöven 8-3 (2-2, 0-1, 6-0) 3925 Hovet, Johanneshov - 14 oktober 2000 Färjestads BK-Brynäs IF 3-1 (0-0, 2-1, 1-0) 4570 Färjestads Ishall - 14 oktober 2000 Modo Hockey-Västra Frölunda HC 3-0 (1-0, 2-0, 0-0) 2855 Kempehallen - 14 oktober 2000 HV 71-Timrå IK 5-0 (1-0, 2-0, 2-0) 6085 Kinnarps Arena Omgång 11 - 16 oktober 2000 AIK-Luleå HF 6-2 (2-0, 2-0, 2-2) 5638 Globen - 17 oktober 2000 Malmö IF-HV 71 2-0 (2-0, 0-0, 0-0) 4799 Malmö Isstadion - 17 oktober 2000 Timrå IK-Modo Hockey 2-1 (0-1, 0-0, 2-0) 5500 Timrå Isstadion - 17 oktober 2000 Västra Frölunda HC-Färjestads BK 8-2 (3-0, 2-1, 3-1) 8828 Scandinavium - 17 oktober 2000 Brynäs IF-Djurgårdens IF 2-5 (0-0, 1-2, 1-3) 4485 Gavlerinken - 17 oktober 2000 IF Björklöven-Leksands IF 1-4 (0-1, 0-2, 1-1) 3984 Umeå ishall Omgång 12 - 19 oktober 2000 IF Björklöven-Luleå HF 3-5 (0-3, 1-2, 2-0) 4289 Umeå ishall - 19 oktober 2000 HV 71-Leksands IF 3-2 (0-1, 1-1, 2-0) 6236 Kinnarps Arena - 19 oktober 2000 Modo Hockey-AIK 2-1 (2-0, 0-1, 0-0) 3150 Kempehallen - 19 oktober 2000 Färjestads BK-Malmö IF 7-1 (4-0, 1-1, 2-0) 3851 Färjestads Ishall - 19 oktober 2000 Djurgårdens IF-Timrå IK 2-1 (1-1, 0-0, 1-0) 6704 Globen - 19 oktober 2000 Brynäs IF-Västra Frölunda HC 5-4 (1-0, 3-0, 0-4, 0-0, 1-0) 3188 Gavlerinken Omgång 13 - 21 oktober 2000 Timrå IK-Brynäs IF 1-4 (1-0, 0-1, 0-3) 5208 Timrå Isstadion - 21 oktober 2000 Malmö IF-Djurgårdens IF 4-3 (1-1, 2-1, 0-1, 0-0, 1-0) 5141 Malmö Isstadion - 21 oktober 2000 Leksands IF-Modo Hockey 3-4 (1-0, 0-4, 2-0) 4250 Leksands Isstadion - 22 oktober 2000 AIK-Färjestads BK 4-3 (0-2, 3-0, 0-1, 1-0) 6729 Globen - 22 oktober 2000 Västra Frölunda HC-IF Björklöven 5-0 (2-0, 1-0, 2-0) 9320 Scandinavium - 22 oktober 2000 Luleå HF-HV 71 2-1 (1-0, 1-0, 0-1) 4238 Delfinen Omgång 14 - 24 oktober 2000 Modo Hockey-Luleå HF 4-1 (1-0, 0-0, 3-1) 3322 Kempehallen - 24 oktober 2000 Färjestads BK-Leksands IF 11-3 (1-1, 5-1, 5-1) 4403 Färjestads Ishall - 24 oktober 2000 Djurgårdens IF-AIK 3-2 (2-0, 1-1, 0-1) 13850 Globen - 24 oktober 2000 Brynäs IF-Malmö IF 3-2 (2-0, 0-1, 0-1, 0-0, 1-0) 3385 Gavlerinken - 24 oktober 2000 Västra Frölunda HC-Timrå IK 1-0 (0-0, 1-0, 0-0) 7112 Scandinavium - 24 oktober 2000 IF Björklöven-HV 71 4-1 (2-0, 1-1, 1-0) 2867 Umeå ishall Omgång 15 - 26 oktober 2000 Malmö IF-Västra Frölunda HC 3-0 (0-0, 1-0, 2-0) 5003 Malmö Isstadion - 26 oktober 2000 AIK-Brynäs IF 3-2 (0-1, 1-0, 1-1, 1-0) 7733 Globen - 26 oktober 2000 Leksands IF-Djurgårdens IF 1-3 (0-2, 0-0, 1-1) 4282 Leksands Isstadion - 26 oktober 2000 Luleå HF-Färjestads BK 6-4 (4-2, 0-1, 2-1) 4432 Delfinen - 26 oktober 2000 HV 71-Modo Hockey 1-2 (1-1, 0-1, 0-0) 5730 Kinnarps Arena - 26 oktober 2000 Timrå IK-IF Björklöven 3-4 (0-1, 2-1, 1-1, 0-0, 0-1) 3454 Timrå Isstadion Omgång 16 - 28 oktober 2000 Brynäs IF-Leksands IF 2-3 (1-1, 1-0, 0-1, 0-0, 0-1) 6190 Gavlerinken - 28 oktober 2000 Timrå IK-Malmö IF 3-2 (0-0, 1-2, 1-0, 1-0) 3552 Timrå Isstadion - 28 oktober 2000 IF Björklöven-Modo Hockey 4-3 (0-2, 1-0, 2-1, 0-0, 1-0) 4450 Umeå ishall - 28 oktober 2000 Färjestads BK-HV 71 4-3 (2-0, 1-2, 1-1) 4252 Färjestads Ishall - 29 oktober 2000 Västra Frölunda HC-AIK 2-5 (1-0, 1-2, 0-3) 8324 Scandinavium - 29 oktober 2000 Djurgårdens IF-Luleå HF 4-0 (1-0, 0-0, 3-0) 9672 Globen Omgång 17 - 31 oktober 2000 AIK-Timrå IK 5-6 (0-2, 3-2, 2-2) 7585 Globen - 31 oktober 2000 Leksands IF-Västra Frölunda HC 4-3 (0-0, 3-3, 1-0) 4575 Leksands Isstadion - 31 oktober 2000 Luleå HF-Brynäs IF 0-3 (0-1, 0-1, 0-1) 4336 Delfinen - 31 oktober 2000 HV 71-Djurgårdens IF 0-2 (0-1, 0-1, 0-0) 6214 Kinnarps Arena - 31 oktober 2000 Modo Hockey-Färjestads BK 3-5 (0-2, 2-1, 1-2) 4795 Kempehallen - 31 oktober 2000 Malmö IF-IF Björklöven 6-1 (1-0, 1-0, 4-1) 4457 Malmö Isstadion Omgång 18 - 2 november 2000 Västra Frölunda HC-Luleå HF 4-1 (1-0, 1-0, 2-1) 8386 Scandinavium - 2 november 2000 Timrå IK-Leksands IF 6-2 (2-1, 1-1, 3-0) 4520 Timrå Isstadion - 2 november 2000 Malmö IF-AIK 9-2 (3-0, 5-0, 1-2) 5427 Malmö Isstadion - 2 november 2000 IF Björklöven-Färjestads BK 4-2 (1-1, 3-0, 0-1) 3690 Umeå ishall - 2 november 2000 Djurgårdens IF-Modo Hockey 3-1 (2-0, 0-1, 1-0) 9597 Globen - 2 november 2000 Brynäs IF-HV 71 5-3 (1-0, 2-1, 2-2) 4408 Gavlerinken Omgång 19 - 4 november 2000 Brynäs IF-Djurgårdens IF 4-3 (1-2, 3-0, 0-1) 5919 Gavlerinken - 4 november 2000 Malmö IF-HV 71 3-1 (0-0, 2-0, 1-1) 5030 Malmö Isstadion - 4 november 2000 Färjestads BK-Västra Frölunda HC 2-5 (1-0, 1-3, 0-2) 4697 Färjestads Ishall - 4 november 2000 IF Björklöven-Modo Hockey 4-1 (1-1, 1-0, 2-0) 4050 Umeå ishall - 4 november 2000 Timrå IK-Luleå HF 5-2 (1-1, 3-0, 1-1) 4331 Timrå Isstadion - 4 november 2000 AIK-Leksands IF 2-4 (1-1, 1-2, 0-1) 6134 Globen Omgång 20 - 14 november 2000 Leksands IF-Malmö IF 5-2 (0-1, 3-1, 2-0) 3564 Leksands Isstadion - 14 november 2000 Luleå HF-Timrå IK 5-1 (1-0, 3-0, 1-1) 4276 Delfinen - 14 november 2000 HV 71-Västra Frölunda HC 4-3 (0-1, 2-0, 1-2, 0-0, 1-0) 6013 Kinnarps Arena - 14 november 2000 Modo Hockey-Brynäs IF 3-2 (1-1, 1-1, 0-0, 1-0) 2966 Kempehallen - 14 november 2000 Färjestads BK-Djurgårdens IF 6-1 (2-1, 2-0, 2-0) 4576 Färjestads Ishall - 14 november 2000 AIK-IF Björklöven 3-2 (1-0, 0-1, 1-1, 1-0) 3102 Hovet, Johanneshov Omgång 21 - 16 november 2000 Leksands IF-Luleå HF 4-2 (0-0, 1-1, 3-1) 4015 Leksands Isstadion - 16 november 2000 IF Björklöven-Brynäs IF 2-4 (0-0, 2-0, 0-4) 3678 Umeå ishall - 16 november 2000 Timrå IK-Färjestads BK 3-5 (0-2, 2-2, 1-1) 3879 Timrå Isstadion - 16 november 2000 Malmö IF-Modo Hockey 1-3 (0-2, 0-0, 1-1) 5025 Malmö Isstadion - 16 november 2000 HV 71-AIK 4-1 (1-0, 1-1, 2-0) 5791 Kinnarps Arena - 17 november 2000 Djurgårdens IF-Västra Frölunda HC 3-0 (0-0, 2-0, 1-0) 3995 Hovet, Johanneshov Omgång 22 - 18 november 2000 Färjestads BK-Malmö IF 4-3 (1-1, 1-1, 1-1, 1-0) 4305 Färjestads Ishall - 18 november 2000 IF Björklöven-Timrå IK 4-1 (0-0, 2-0, 2-1) 3178 Umeå ishall - 18 november 2000 Modo Hockey-Luleå HF 2-1 (1-0, 0-1, 1-0) 3594 Kempehallen - 19 november 2000 Brynäs IF-Leksands IF 4-1 (1-0, 2-1, 1-0) 5928 Gavlerinken - 19 november 2000 Djurgårdens IF-AIK 3-4 (1-1, 1-2, 1-1) 11120 Globen - 19 november 2000 Västra Frölunda HC-HV 71 5-1 (2-0, 2-0, 1-1) 7945 Scandinavium Omgång 23 - 21 november 2000 Malmö IF-Luleå HF 4-3 (2-2, 1-1, 0-0, 0-0, 1-0) 5207 Malmö Isstadion - 21 november 2000 AIK-Leksands IF 1-4 (1-0, 0-1, 0-3) 7183 Globen - 21 november 2000 IF Björklöven-Djurgårdens IF 1-4 (1-2, 0-1, 0-1) 3539 Umeå ishall - 21 november 2000 Brynäs IF-Färjestads BK 6-4 (1-2, 2-1, 3-1) 4526 Gavlerinken - 21 november 2000 Västra Frölunda HC-Modo Hockey 8-0 (3-0, 1-0, 4-0) 7846 Scandinavium - 21 november 2000 Timrå IK-HV 71 3-5 (1-0, 2-1, 0-4) 3511 Timrå Isstadion Omgång 24 - 23 november 2000 Luleå HF-AIK 5-2 (3-0, 1-0, 1-2) 4337 Delfinen - 23 november 2000 HV 71-Malmö IF 3-0 (0-0, 2-0, 1-0) 5788 Kinnarps Arena - 23 november 2000 Modo Hockey-Timrå IK 1-5 (1-0, 0-3, 0-2) 4538 Kempehallen - 23 november 2000 Färjestads BK-Västra Frölunda HC 3-2 (0-1, 2-1, 1-0) 4233 Färjestads Ishall - 23 november 2000 Djurgårdens IF-Brynäs IF 4-1 (2-0, 0-1, 2-0) 11197 Globen - 23 november 2000 Leksands IF-IF Björklöven 5-0 (1-0, 2-0, 2-0) 4048 Leksands Isstadion Omgång 25 - 25 november 2000 Leksands IF-HV 71 1-0 (0-0, 0-0, 0-0, 0-0, 1-0) 4696 Leksands Isstadion - 25 november 2000 Malmö IF-Färjestads BK 0-4 (0-1, 0-1, 0-2) 5151 Malmö Isstadion - 26 november 2000 Luleå HF-IF Björklöven 4-2 (3-0, 0-1, 1-1) 4002 Delfinen - 26 november 2000 Timrå IK-Djurgårdens IF 0-4 (0-1, 0-1, 0-2) 4608 Timrå Isstadion - 26 november 2000 AIK-Modo Hockey 1-2 (1-0, 0-2, 0-0) 4128 Hovet, Johanneshov - 26 november 2000 Västra Frölunda HC-Brynäs IF 3-6 (0-2, 2-0, 1-4) 9317 Scandinavium | Omgång 26 - 28 november 2000 Brynäs IF-Timrå IK 7-2 (2-0, 4-0, 1-2) 4718 Gavlerinken - 28 november 2000 Djurgårdens IF-Malmö IF 2-3 (1-0, 1-2, 0-0, 0-0, 0-1) 4644 Hovet, Johanneshov - 28 november 2000 Färjestads BK-AIK 5-2 (1-0, 3-1, 1-1) 4141 Färjestads Ishall - 28 november 2000 Modo Hockey-Leksands IF 4-1 (3-0, 0-0, 1-1) 3472 Kempehallen - 28 november 2000 HV 71-Luleå HF 3-4 (1-1, 1-2, 1-0, 0-0, 0-1) 5693 Kinnarps Arena - 28 november 2000 IF Björklöven-Västra Frölunda HC 1-2 (1-0, 0-0, 0-1, 0-1) 2987 Umeå ishall Omgång 27 - 30 november 2000 Luleå HF-Modo Hockey 2-3 (0-0, 2-1, 0-2) 4135 Delfinen - 30 november 2000 Leksands IF-Färjestads BK 1-5 (0-1, 0-2, 1-2) 4483 Leksands Isstadion - 30 november 2000 Malmö IF-Brynäs IF 4-5 (0-2, 1-1, 3-1, 0-0, 0-1) 5530 Malmö Isstadion - 30 november 2000 Timrå IK-Västra Frölunda HC 4-3 (1-0, 3-1, 0-2) 3203 Timrå Isstadion - 30 november 2000 HV 71-IF Björklöven 4-0 (0-0, 2-0, 2-0) 5159 Kinnarps Arena - 12 december 2000 AIK-Djurgårdens IF 3-1 (2-0, 0-1, 1-0) 12228 Globen Omgång 28 - 2 december 2000 Brynäs IF-AIK 2-1 (0-0, 1-1, 1-0) 5649 Gavlerinken - 2 december 2000 Modo Hockey-HV 71 3-4 (1-2, 0-0, 2-1, 0-1) 3392 Kempehallen - 2 december 2000 IF Björklöven-Timrå IK 4-1 (0-1, 3-0, 1-0) 2214 Umeå ishall - 2 december 2000 Färjestads BK-Luleå HF 4-3 (2-0, 0-2, 1-1, 1-0) 4562 Färjestads Ishall - 3 december 2000 Västra Frölunda HC-Malmö IF 4-3 (0-0, 2-1, 2-2) 5171 Scandinavium - 3 december 2000 Djurgårdens IF-Leksands IF 4-1 (0-1, 3-0, 1-0) 7221 Hovet, Johanneshov Omgång 29 - 5 december 2000 Luleå HF-Djurgårdens IF 6-3 (2-1, 2-1, 2-1) 4482 Delfinen - 5 december 2000 Leksands IF-Brynäs IF 2-3 (0-2, 2-1, 0-0) 4895 Leksands Isstadion - 5 december 2000 AIK-Västra Frölunda HC 4-3 (0-1, 3-0, 0-2, 0-0, 1-0) 3098 Hovet, Johanneshov - 5 december 2000 Malmö IF-Timrå IK 5-2 (1-1, 1-1, 3-0) 4625 Malmö Isstadion - 5 december 2000 Modo Hockey-IF Björklöven 4-3 (2-3, 1-0, 0-0, 1-0) 3480 Kempehallen - 5 december 2000 HV 71-Färjestads BK 3-4 (0-2, 1-0, 2-1, 0-0, 0-1) 6236 Kinnarps Arena Omgång 30 - 7 december 2000 Västra Frölunda HC-Leksands IF 4-1 (1-0, 1-0, 2-1) 8905 Scandinavium - 7 december 2000 Timrå IK-AIK 2-3 (1-1, 1-0, 0-1, 0-0, 0-1) 3651 Timrå Isstadion - 7 december 2000 Brynäs IF-Luleå HF 5-3 (1-2, 3-1, 1-0) 4576 Gavlerinken - 7 december 2000 Djurgårdens IF-HV 71 7-2 (2-0, 2-1, 3-1) 5531 Globen - 7 december 2000 Färjestads BK-Modo Hockey 3-2 (0-1, 3-0, 0-1) 3873 Färjestads Ishall - 7 december 2000 IF Björklöven-Malmö IF 4-1 (3-0, 0-0, 1-1) 2378 Umeå ishall Omgång 31 - 9 december 2000 Leksands IF-Timrå IK 2-0 (0-0, 1-0, 1-0) 4130 Leksands Isstadion - 9 december 2000 AIK-Malmö IF 1-4 (0-0, 0-2, 1-2) 3367 Hovet, Johanneshov - 9 december 2000 Färjestads BK-IF Björklöven 6-0 (2-0, 3-0, 1-0) 4399 Färjestads Ishall - 9 december 2000 Modo Hockey-Djurgårdens IF 2-4 (0-2, 1-1, 1-1) 3708 Kempehallen - 9 december 2000 HV 71-Brynäs IF 5-4 (2-0, 0-2, 2-2, 1-0) 6236 Kinnarps Arena - 10 december 2000 Västra Frölunda HC-Luleå HF 2-3 (1-1, 1-0, 0-2) 7188 Scandinavium Omgång 32 - 26 december 2000 Djurgårdens IF-Leksands IF 3-2 (1-1, 1-1, 1-0) 7494 Globen - 26 december 2000 Brynäs IF-AIK 1-5 (1-1, 0-2, 0-2) 5872 Gavlerinken - 26 december 2000 Malmö IF-Västra Frölunda HC 2-4 (0-1, 1-1, 1-2) 5475 Malmö Isstadion - 26 december 2000 Färjestads BK-HV 71 4-3 (0-1, 3-1, 0-1, 0-0, 1-0) 4632 Färjestads Ishall - 26 december 2000 Timrå IK-Modo Hockey 4-3 (2-0, 1-2, 0-1, 0-0, 1-0) 5500 Timrå Isstadion - 26 december 2000 IF Björklöven-Luleå HF 4-2 (3-1, 1-1, 0-0) 3871 Umeå ishall Omgång 33 - 28 december 2000 AIK-Djurgårdens IF 5-0 (1-0, 3-0, 1-0) 13850 Globen - 28 december 2000 Leksands IF-Brynäs IF 3-6 (2-1, 0-2, 1-3) 6319 Leksands Isstadion - 28 december 2000 Västra Frölunda HC-Färjestads BK 0-3 (0-0, 0-1, 0-2) 11842 Scandinavium - 28 december 2000 HV 71-Malmö IF 3-4 (2-0, 0-1, 1-2, 0-0, 0-1) 6236 Kinnarps Arena - 28 december 2000 Modo Hockey-IF Björklöven 3-4 (2-2, 0-1, 1-0, 0-0, 0-1) 5003 Kempehallen - 28 december 2000 Luleå HF-Timrå IK 1-0 (0-0, 0-0, 0-0, 0-0, 1-0) 4825 Delfinen Omgång 34 - 2 januari 2001 Malmö IF-Leksands IF 5-4 (1-2, 2-1, 2-1) 5322 Malmö Isstadion - 2 januari 2001 Timrå IK-Luleå HF 3-4 (1-1, 1-0, 1-2, 0-1) 4336 Timrå Isstadion - 2 januari 2001 HV 71-Västra Frölunda HC 3-1 (0-0, 1-1, 2-0) 5876 Kinnarps Arena - 2 januari 2001 Brynäs IF-Modo Hockey 2-5 (0-1, 1-1, 1-3) 4590 Gavlerinken - 2 januari 2001 Djurgårdens IF-Färjestads BK 4-3 (1-0, 2-1, 1-2) 8059 Hovet, Johanneshov - 2 januari 2001 IF Björklöven-AIK 3-1 (1-1, 2-0, 0-0) 4198 Umeå ishall Omgång 35 - 4 januari 2001 Luleå HF-Leksands IF 6-1 (1-1, 4-0, 1-0) 4340 Delfinen - 4 januari 2001 IF Björklöven-Brynäs IF 5-3 (2-2, 2-0, 1-1) 3965 Umeå ishall - 4 januari 2001 Västra Frölunda HC-Djurgårdens IF 3-4 (0-1, 2-1, 1-2) 9071 Scandinavium - 4 januari 2001 Färjestads BK-Timrå IK 4-5 (0-1, 3-2, 1-1, 0-0, 0-1) 4435 Färjestads Ishall - 4 januari 2001 Modo Hockey-Malmö IF 2-1 (1-0, 0-0, 0-1, 1-0) 3645 Kempehallen - 4 januari 2001 AIK-HV 71 3-5 (1-3, 1-1, 1-1) 5118 Hovet, Johanneshov Omgång 36 - 6 januari 2001 Luleå HF-Malmö IF 1-3 (1-2, 0-0, 0-1) 4369 Delfinen - 6 januari 2001 Leksands IF-AIK 5-3 (1-1, 3-2, 1-0) 4435 Leksands Isstadion - 6 januari 2001 Färjestads BK-Brynäs IF 5-3 (2-2, 2-1, 1-0) 4596 Färjestads Ishall - 6 januari 2001 Modo Hockey-Västra Frölunda HC 2-3 (0-1, 2-1, 0-0, 0-1) 3603 Kempehallen - 6 januari 2001 HV 71-Timrå IK 3-1 (0-1, 1-0, 2-0) 6062 Kinnarps Arena - 9 januari 2001 Djurgårdens IF-IF Björklöven 7-2 (3-2, 2-0, 2-0) 8286 Globen Omgång 37 - 9 januari 2001 Västra Frölunda HC-Färjestads BK 1-3 (0-0, 0-1, 1-2) 9672 Scandinavium - 11 januari 2001 AIK-Luleå HF 0-1 (0-1, 0-0, 0-0) 5158 Globen - 11 januari 2001 Malmö IF-HV 71 5-2 (2-1, 0-0, 3-1) 5049 Malmö Isstadion - 11 januari 2001 Timrå IK-Modo Hockey 3-1 (1-0, 2-1, 0-0) 4204 Timrå Isstadion - 11 januari 2001 Brynäs IF-Djurgårdens IF 5-3 (3-1, 1-1, 1-1) 4901 Gavlerinken - 11 januari 2001 IF Björklöven-Leksands IF 3-4 (1-1, 2-2, 0-1) 4196 Umeå ishall Omgång 38 - 13 januari 2001 IF Björklöven-Luleå HF 5-2 (2-0, 1-0, 2-2) 4168 Umeå ishall - 13 januari 2001 HV 71-Leksands IF 10-3 (4-1, 6-0, 0-2) 6236 Kinnarps Arena - 13 januari 2001 Modo Hockey-AIK 3-2 (2-1, 0-0, 0-1, 0-0, 1-0) 3150 Kempehallen - 13 januari 2001 Färjestads BK-Malmö IF 3-9 (1-5, 0-2, 2-2) 4169 Färjestads Ishall - 13 januari 2001 Brynäs IF-Västra Frölunda HC 7-2 (1-0, 3-1, 3-1) 5258 Gavlerinken - 14 januari 2001 Djurgårdens IF-Timrå IK 4-2 (1-1, 2-0, 1-1) 13162 Globen Omgång 39 - 18 januari 2001 Timrå IK-Brynäs IF 5-4 (2-1, 0-2, 2-1, 1-0) 4422 Timrå Isstadion - 18 januari 2001 Malmö IF-Djurgårdens IF 3-4 (1-0, 1-2, 1-1, 0-1) 5844 Malmö Isstadion - 18 januari 2001 AIK-Färjestads BK 6-4 (0-0, 3-0, 3-4) 5382 Globen - 18 januari 2001 Leksands IF-Modo Hockey 5-6 (3-0, 1-4, 1-1, 0-0, 0-1) 4236 Leksands Isstadion - 18 januari 2001 Västra Frölunda HC-IF Björklöven 11-0 (5-0, 3-0, 3-0) 6834 Scandinavium - 23 januari 2001 Luleå HF-HV 71 5-2 (1-2, 2-0, 2-0) 3913 Delfinen Omgång 40 - 16 januari 2001 AIK-Brynäs IF 4-1 (1-1, 2-0, 1-0) 3522 Hovet, Johanneshov - 20 januari 2001 Leksands IF-Djurgårdens IF 2-3 (0-1, 1-2, 1-0) 4526 Leksands Isstadion - 20 januari 2001 HV 71-Västra Frölunda HC 0-2 (0-0, 0-2, 0-0) 6236 Kinnarps Arena - 20 januari 2001 Luleå HF-Modo Hockey 2-4 (1-2, 1-0, 0-2) 4346 Delfinen - 20 januari 2001 Malmö IF-Färjestads BK 1-2 (0-0, 0-1, 1-1) 5844 Malmö Isstadion - 21 januari 2001 Timrå IK-IF Björklöven 1-0 (0-0, 1-0, 0-0) 4736 Timrå Isstadion Omgång 41 - 25 januari 2001 Modo Hockey-Luleå HF 6-2 (0-1, 4-0, 2-1) 3859 Kempehallen - 25 januari 2001 Färjestads BK-Leksands IF 5-3 (2-1, 3-1, 0-1) 4525 Färjestads Ishall - 25 januari 2001 Djurgårdens IF-AIK 6-2 (3-2, 0-0, 3-0) 13850 Globen - 25 januari 2001 Brynäs IF-Malmö IF 4-2 (2-1, 0-0, 2-1) 3930 Gavlerinken - 25 januari 2001 Västra Frölunda HC-Timrå IK 3-2 (1-2, 0-0, 2-0) 8829 Scandinavium - 25 januari 2001 IF Björklöven-HV 71 2-7 (1-2, 0-4, 1-1) 2973 Umeå ishall Omgång 42 - 30 januari 2001 Malmö IF-Västra Frölunda HC 3-2 (1-0, 2-1, 0-1) 5220 Malmö Isstadion - 30 januari 2001 AIK-Brynäs IF 3-1 (1-0, 1-0, 1-1) 5913 Globen - 30 januari 2001 Leksands IF-Djurgårdens IF 1-0 (0-0, 1-0, 0-0) 4377 Leksands Isstadion - 30 januari 2001 Luleå HF-Färjestads BK 5-4 (0-1, 5-1, 0-2) 4376 Delfinen - 30 januari 2001 HV 71-Modo Hockey 0-6 (0-2, 0-1, 0-3) 6070 Kinnarps Arena - 30 januari 2001 Timrå IK-IF Björklöven 5-2 (1-0, 3-1, 1-1) 3596 Timrå Isstadion Omgång 43 - 1 februari 2001 Djurgårdens IF-Luleå HF 2-4 (1-1, 1-1, 0-2) 6990 Globen - 1 februari 2001 Brynäs IF-Leksands IF 1-3 (0-2, 0-0, 1-1) 5659 Gavlerinken - 1 februari 2001 Västra Frölunda HC-AIK 2-1 (1-0, 1-0, 0-1) 8641 Scandinavium - 1 februari 2001 Timrå IK-Malmö IF 4-1 (1-1, 1-0, 2-0) 4354 Timrå Isstadion - 1 februari 2001 IF Björklöven-Modo Hockey 0-1 (0-0, 0-0, 0-1) 3282 Umeå ishall - 1 februari 2001 Färjestads BK-HV 71 5-2 (1-1, 2-1, 2-0) 4301 Färjestads Ishall Omgång 44 - 3 februari 2001 Djurgårdens IF-Brynäs IF 3-0 (1-0, 0-0, 2-0) 9890 Globen - 3 februari 2001 Leksands IF-AIK 2-3 (1-0, 0-2, 1-0, 0-1) 5384 Leksands Isstadion - 3 februari 2001 Västra Frölunda HC-Malmö IF 3-1 (1-1, 1-0, 1-0) 8041 Scandinavium - 3 februari 2001 HV 71-Färjestads BK 2-3 (1-3, 1-0, 0-0) 6224 Kinnarps Arena - 3 februari 2001 Modo Hockey-Timrå IK 3-1 (0-0, 0-0, 3-1) 5096 Kempehallen - 3 februari 2001 Luleå HF-IF Björklöven 3-2 (0-0, 0-0, 2-2, 1-0) 4141 Delfinen Omgång 45 - 13 februari 2001 AIK-Timrå IK 3-2 (2-0, 0-0, 1-2) 5628 Globen - 13 februari 2001 Leksands IF-Västra Frölunda HC 1-5 (1-2, 0-1, 0-2) 4177 Leksands Isstadion - 13 februari 2001 Luleå HF-Brynäs IF 6-2 (2-0, 3-0, 1-2) 4402 Delfinen - 13 februari 2001 HV 71-Djurgårdens IF 3-1 (0-0, 2-0, 1-1) 6236 Kinnarps Arena - 13 februari 2001 Modo Hockey-Färjestads BK 4-7 (0-2, 2-2, 2-3) 3519 Kempehallen - 13 februari 2001 Malmö IF-IF Björklöven 6-0 (2-0, 2-0, 2-0) 4253 Malmö Isstadion Omgång 46 - 15 februari 2001 Luleå HF-Västra Frölunda HC 1-5 (1-1, 0-2, 0-2) 4416 Delfinen - 15 februari 2001 Timrå IK-Leksands IF 2-1 (2-1, 0-0, 0-0) 5500 Timrå Isstadion - 15 februari 2001 Malmö IF-AIK 1-2 (1-0, 0-1, 0-1) 5419 Malmö Isstadion - 15 februari 2001 IF Björklöven-Färjestads BK 4-3 (2-1, 0-0, 2-2) 2630 Umeå ishall - 15 februari 2001 Djurgårdens IF-Modo Hockey 2-1 (0-0, 2-0, 0-1) 4885 Hovet, Johanneshov - 15 februari 2001 Brynäs IF-HV 71 4-1 (1-1, 1-0, 2-0) 4250 Gavlerinken Omgång 47 - 17 februari 2001 Leksands IF-Malmö IF 2-3 (0-1, 1-2, 1-0) 3348 Leksands Isstadion - 17 februari 2001 Luleå HF-Timrå IK 3-2 (0-0, 1-1, 1-1, 0-0, 1-0) 4008 Delfinen - 17 februari 2001 Modo Hockey-Brynäs IF 4-3 (1-0, 1-3, 1-0, 1-0) 4832 Kempehallen - 17 februari 2001 Färjestads BK-Djurgårdens IF 2-3 (1-1, 1-2, 0-0) 4607 Färjestads Ishall - 17 februari 2001 Västra Frölunda HC-HV 71 0-3 (0-0, 0-1, 0-2) 11022 Scandinavium - 17 februari 2001 AIK-IF Björklöven 5-2 (0-0, 2-1, 3-1) 6776 Globen Omgång 48 - 20 februari 2001 Leksands IF-Luleå HF 3-2 (0-1, 1-1, 2-0) 4289 Leksands Isstadion - 20 februari 2001 Brynäs IF-IF Björklöven 6-1 (2-0, 1-0, 3-1) 3426 Gavlerinken - 20 februari 2001 Djurgårdens IF-Västra Frölunda HC 5-3 (1-1, 1-2, 3-0) 7147 Globen - 20 februari 2001 Timrå IK-Färjestads BK 6-2 (2-1, 2-1, 2-0) 4252 Timrå Isstadion - 20 februari 2001 Malmö IF-Modo Hockey 5-1 (1-0, 3-0, 1-1) 5432 Malmö Isstadion - 20 februari 2001 HV 71-AIK 6-3 (4-0, 1-2, 1-1) 6236 Kinnarps Arena Omgång 49 - 22 februari 2001 Malmö IF-Luleå HF 5-0 (1-0, 2-0, 2-0) 5702 Malmö Isstadion - 22 februari 2001 AIK-Leksands IF 4-1 (2-0, 1-1, 1-0) 9314 Globen - 22 februari 2001 IF Björklöven-Djurgårdens IF 4-6 (2-0, 1-0, 1-6) 3291 Umeå ishall - 22 februari 2001 Brynäs IF-Färjestads BK 4-3 (1-0, 2-0, 1-3) 4526 Gavlerinken - 22 februari 2001 Västra Frölunda HC-Modo Hockey 4-5 (1-2, 2-2, 1-0, 0-0, 0-1) 10455 Scandinavium - 22 februari 2001 Timrå IK-HV 71 6-5 (0-4, 2-1, 4-0) 3886 Timrå Isstadion Omgång 50 - 24 februari 2001 Luleå HF-AIK 4-2 (1-1, 0-1, 3-0) 4163 Delfinen - 24 februari 2001 HV 71-Malmö IF 2-4 (1-0, 1-2, 0-2) 6173 Kinnarps Arena - 24 februari 2001 Modo Hockey-Timrå IK 4-2 (2-1, 0-1, 2-0) 3969 Kempehallen - 24 februari 2001 Färjestads BK-Västra Frölunda HC 5-3 (0-2, 3-0, 2-1) 4655 Färjestads Ishall - 24 februari 2001 Djurgårdens IF-Brynäs IF 3-2 (0-1, 1-1, 1-0, 0-0, 1-0) 11798 Globen - 24 februari 2001 Leksands IF-IF Björklöven 2-4 (0-1, 2-0, 0-3) 2924 Leksands Isstadion |